# Мирјана Урошевић
Мирјана Урошевић (Брестовац, 1942) је српска књижевница. Пише драмске и прозне текстове.

## Биографија
Мирјана Урошевић је дипломирала српски језик и књижевност. Студирала је драматургију на Академији за позориште, филм, радио и телевизију.
Око тридесет година живи и ради у Немачкој, у Бад Хомбургу, као професор српског језика.
Мирјана Урошевић је објављивала је драмске и прозне текстове.

### Романи
- Парк Carmen Machado (2009)
- Отворено до сумрака (2014)

## Награде и признања
- 2009:  Јубиларна 10. књижевна награда Женско перо за роман Парк Carmen Machado. Жири: председница Неда Тодоровић, почасна председница Мадлена Цептер, заменик главног уредника "Базара" Љиљана Јовановић, новинар и публициста Рајко Лукач и књижевни критичар Ненад Шапоња.[2]